# برنامج مستجمعات المياه الصغيرة
برنامج مستجمعات المياه الصغيرة هو برنامج تم إنشاؤه بموجب قانون حماية مستجمعات المياه والوقاية من الفيضانات (P.L. 83-566) في الولايات المتحدة، هو واحد من البرامج الثلاثة التي تم دمجها في برنامج عمليات مستجمعات المياه والوقاية من الفيضانات. برنامج مستجمعات المياه الصغيرة متاح في مستجمعات المياه التي تقل مساحتها عن 250.000 فدان (1000 كم 2). يوجد حاليًا 515 مشروعًا نشطًا في هذا البرنامج.